# Bataille de Radzymin (1944)

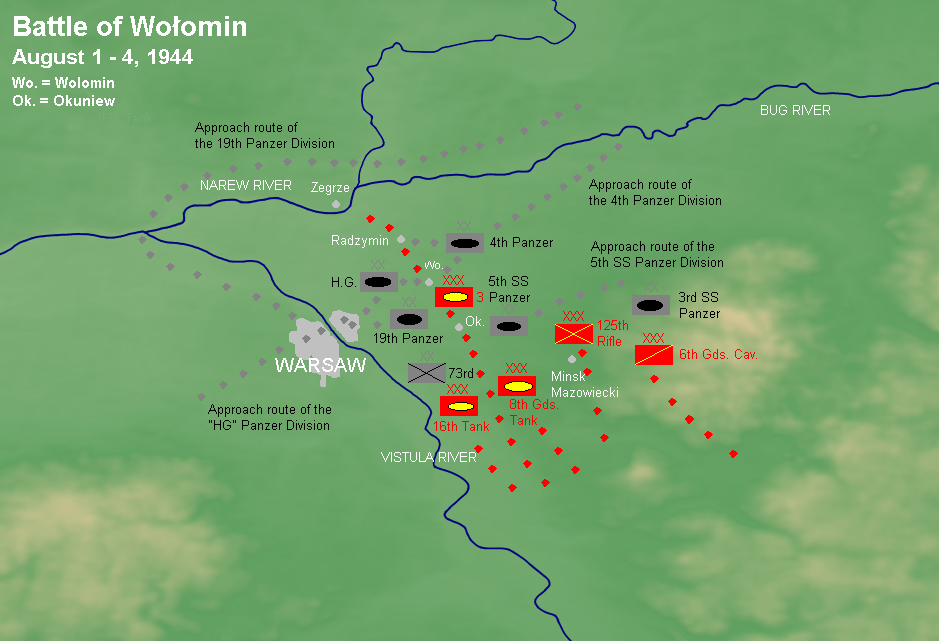
Carte de la bataille de Radzymin sur la ligne défensive allemande Radzymin-Wołomin

La Bataille de Radzymin désigne une victoire défensive allemande remportée à Radzymin, à proximité de Varsovie au début du mois d'août 1944. 

## Contexte

### Varsovie, objectif soviétique
La capitale polonaise ne constitue pas un objectif stratégique initial des différentes offensives soviétiques qui se déroulent de façon coordonnée à partir du 22 juin 1944 ; cependant, les succès remportés au mois de juillet incite Staline et ses conseillers militaires à ordonner la conquête de la ville dans une directive du 28 juillet. 

## Forces en présence

### Forces allemandes
4e Panzer Division
19e Panzer Division
5e SS Panzer Division
73e division d'infanterie
Hermann Göring Panzer Division
3e SS Panzer Division

### Forces soviétiques
16e corps de chars soviétique
8e corps de chars de la garde
3e corps de chars soviétique
6e corps de cavalerie de la garde
125e corps de fusiliers

## Issue

### Confirmation de la planification soviétique initiale
Premier coup d'arrêt d'ampleur imposé à l'Armée rouge, cette victoire allemande remet en cause la directive de Staline du 28 juillet visant à conquérir Varsovie dans la foulée des succès soviétiques du début de l'été.
Les stratèges soviétiques élaborent alors différents projets visant à conquérir rapidement la capitale polonaise, au prix d'une modification fondamentale de la planification soviétique élaborée durant le printemps précédent. La conquête de Varsovie exige de distraire des moyens importants alors que la résistance allemande se durcit en Pologne. Gueorgui Joukov et Constantin Rokossovski élaborent un plan visant à prendre la capitale polonaise par une attaque en pince partant des têtes de pont conquises au Nord et au Sud de la ville : ce projet est abandonné en raison du mutisme de Staline.